# Edmore (North Dakota)
Edmore ist eine kleine Stadtgemeinde (City) im Ramsey County in Norddakota, in der nach der Volkszählung 2020 insgesamt 139 Menschen wohnten.
Edmore liegt im Nordwesten des Countys, in Luftlinie etwa 40 km von Devils Lake entfernt. Der North Dakota Highway 17 durchquert die Gemeinde in Ost-West-Richtung.

## Geschichte
Edmore geht auf die Ansiedlung namens Lunde zurück, die um die Jahrhundertwende entstand. Als die Dakota and Great Northern Railway 1901/02 eine Nebenbahn von Lakota aus baute, bestimmte man Edmore als Endpunkt. Lunde wurde aufgegeben und die Häuser in Edmore wieder aufgebaut. Edmore wurde 1901 gegründet. Warum Fred H. Stoltze, dem damals das Land in Edmore und Lunde gehörte, diesen Namen auswählte, ist nicht bekannt. Im Juli 1901 eröffnete das Postamt in Edmore. Im Herbst des gleichen Jahres kam es zu einem Bauboom, viele Menschen aus Lunde, Lakota, Larimore und Park River zogen in den Ort. Im Juni 1902 erreichte der erste Zug das Dorf, das sich am 31. Oktober 1902 den Status einer Gemeinde (Village) gab. Ein Schulgebäude wurde 1904 errichtet, 1908 richtete man auch eine High School ein. Im August 1920 organisierte sich die Gemeinde als City. 1920/21 wurde ein neues Schulgebäude aus Backstein gebaut, das 1963 noch erweitert wurde.